# Čchoi Rjong-he
Čchoi Rjong-he (korejsky 최룡해; 15. ledna 1950, Sinchon) je severokorejský politik a vojenský velitel. Od roku 2019 zastává funkci předsedy stálého výboru Nejvyššího lidového shromáždění a prvního viceprezidenta komise pro státní záležitosti. Je též členem politbyra a místopředseda Korejské strany práce. Působí také jako druhý nejvýše postavený armádní činitel Severní Koreje a je tchánem sestry Kim Čong-una Kim Jo-čong.

## Životopis

### Mládí
Čchö se narodil v 15. ledna 1950 v Sinchonu. Jeho otcem byl Čchö Hjon, partyzán bojující spolu s Kim Ir-senem a pozdější ministr obrany KLDR. Vyrůstal tak v privilegované rodině. Roku 1967 vstoupil do Korejské lidové armády a později vystudoval politologii a ekonomiku na Univerzitě Kim Ir-sena.

### Kariéra
Jeho politická kariéra začala v 70. letech 20. století, kdy pracoval jako politický instruktor na Kim Ir-senově univerzitě. V osmdesátých letech se stal vůdčí osobností Kimirsenského socialistického svazu mládeže. Od roku 1981 byl jeho místopředsedou a od 1986 i předsedou. Po reorganizaci KSSM se stal prvním tajemníkem.
Roku 1986 byl zvolen také do Nejvyššího lidového shromáždění, stal se členem Prezidia Nejvyššího lidového shromáždění a členem ÚV Korejské strany práce. V devadesátých letech také vedl Severokorejskou fotbalovou asociaci a Taekwandovou asociaci. Roku 1993 byl oceněn titulem Hrdina Severní Koreje.
V září 2010 byl během 3. konference Korejské strany práce povýšen na generála Korejské lidové armády a člena sekretariátu a ústřední vojenské komise KSP. Byl též jmenován tajemníkem pro vojenské záležitosti.
Po smrti Kim Čong-ila v prosinci 2011 byl považován za klíčovou osobnosti při zajištění vedení Kim Čong-una. V dubnu 2012 získal hodnost vice-maršála.
V dubnu 2019 se stal prezidentem Prezidia Nejvyššího lidového shromáždění.

## Osobní život
Čchöův druhý syn, Čchö Song, si v roce 2014 vzal za ženu mladší sestru Kim Čong-una, Kim Jo-čong.